# 克里米亞行動 (1918年)
克里米亞行動发生在1918年4月，烏克蘭軍和德軍在克里米亚清除乌克兰布尔什维克部队。行動最終烏克蘭軍和德軍獲得勝利，布爾什維克在當地大受打擊，黑海艦隊艦隻落入烏克蘭軍和德軍控制。